# Gullinkambi
Gullinkambi (altnordisch für goldener Kamm) ist ein Hahn der nordischen Mythologie. Sein Krähen weckt den Gott Odin und seine Einherjer in Walhall.